# Moviment nihilista

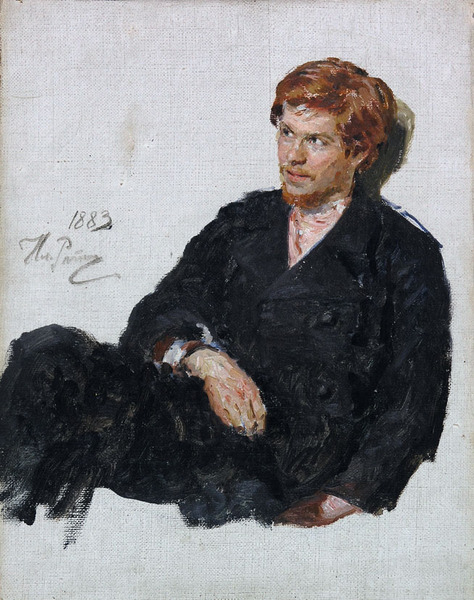
Un estudiant nihilista, per Ilià Repin.

El moviment nihilista va ser un moviment rus en la dècada del 1860 que va rebutjar totes les autoritats. Es deriva del llatí nihil, que significa «res». Després de l'assassinat del tsar Alexandre II el 1881, els nihilistes foren coneguts a tot Europa com a defensors de l'ús de la violència per tal d'aconseguir un canvi polític.

## Història
Els nihilistes estaven enfadats pel que van descriure com el caràcter abusiu de l'Església Ortodoxa Oriental i la monarquia tsarista, i pel domini de l'economia per l'aristocràcia. Encara que el terme nihilista va ser utilitzat per primera vegada pel teòleg alemany Friedrich Heinrich Jacobi, el seu ús generalitzat es va iniciar amb els 1862 amb la novel·la Отцы и дети (Pares i Fills) per l'autor rus Ivan Turguénev. El personatge principal de la novel·la, Eugene Bazàrov, qui es descriu com un nihilista, vol educar al poble. Aquesta campanya "anar a la gent - ser la gent" va arribar al seu apogeu en la dècada de 1870, durant el qual es van formar els grups clandestins com el Cercle de Txaikovski, la voluntat del Poble o Terra i Llibertat. Això es va conèixer com el moviment naródnik (populista), els membres creien que els serfs alliberats només es venien a l'esclavitud assalariada amb l'inici de la Revolució Industrial, i que les classes mitjanes i altes havien reemplaçat efectivament als terratinents. L'Estat rus va intentar suprimir-los. En les accions descrites pels nihilistes com a propaganda pel fet van ser assassinats molts funcionaris del govern. El 1881 Alexandre II de Rússia va ser assassinat el mateix dia en què havia aprovat una proposta per convocar una assemblea representativa per considerar noves reformes.